# Ivan Ostojić (wioślarz)
Ivan Ostojić (ur. 3 września 1988 w Smederevie) – serbski wioślarz.

## Osiągnięcia
- Mistrzostwa Świata Juniorów – Brandenburg 2005 – czwórka bez sternika – 5. miejsce[1].
- Mistrzostwa Świata Juniorów – Amsterdam 2006 – dwójka bez sternika – 2. miejsce[1].
- Mistrzostwa Świata U-23 – Glasgow 2007 – czwórka bez sternika – 5. miejsce[1].
- Mistrzostwa Świata – Monachium 2007 – czwórka bez sternika – 24. miejsce[1].
- Mistrzostwa Europy – Ateny 2008 – czwórka bez sternika – 9. miejsce[1].
- Mistrzostwa Świata U-23 – Račice 2009 – dwójka bez sternika – 3. miejsce[1].